# Myriophyllum spicatum
Myriophyllum spicatum es una hierba acuática de la familia de las haloragáceas.

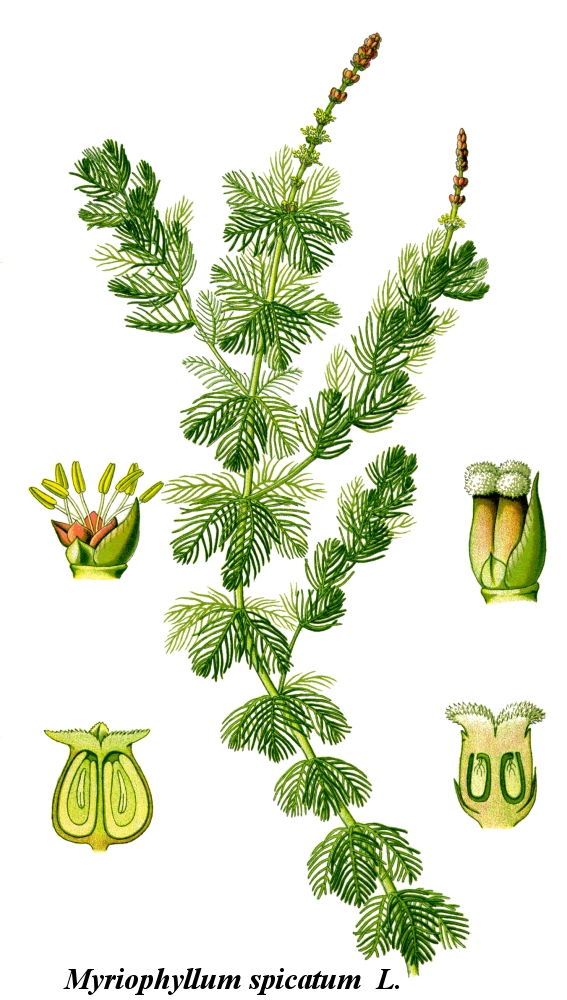
Ilustración

## Descripción
Difiere de Myriophyllum verticillatum en tener brácteas superiores simples o dentadas bajo las flores (brácteas superiores divididas en Myriophyllum verticillatum). Espigas florales generalmente de 4 cm o más de largo, todas las flores verticiladas. Botones invernantes ausentes. Normalmente hojas en verticilos de 4 y tan largas como los entrenudos. Flores en verticilos de 4; flores femeninas con 4 pétalos pequeños. Fruto con pequeñas protuberancias (fruto liso en Myriophyllum verticillatum). Florece en verano.

## Hábitat
Lagos, charcas y acequias.

## Distribución
Toda Europa

## Taxonomía
Myriophyllum spicatum fue descrita por Carlos Linneo y publicado en Species Plantarum 2: 992. 1753.
Citología
Número de cromosomas de Myriophyllum spicatum (Fam. Haloragaceae) y táxones infraespecíficos:  n=21
Etimología
Myriophyllum: nombre genérico que deriva del griego "myri" y que significa (demasiado para contar) y "phyll" (hoja).
spicatum: epíteto latíno que significa "con espigas".

## Nombres comunes
Castellano: filigrana mayor (3), fontanera (3), milenrama.